# Dichlorobenzène
Le dichlorobenzène est un composé aromatique de formule brute C6H4Cl2. Il est constitué d'un  cycle de benzène substitué par deux atomes de chlore.  Comme tous les benzènes disubstitués, il existe sous la forme de trois isomères structuraux, les composés ortho, méta et para, selon la position relative des deux substituants sur le cycle.
| Dichlorobenzène                      |                                              |                                                             |                                                  |
| Nom                                  | 1,2-Dichlorobenzène                          | 1,3-Dichlorobenzène                                         | 1,4-Dichlorobenzène                              |
| Autre nom                            | orthodichlorobenzène                         | métadichlorobenzène                                         | paradichlorobenzène                              |
| Représentation                       |                                              |                                                             |                                                  |
| Numéro CAS                           | 95-50-1                                      | 541-73-1                                                    | 106-46-7                                         |
| Numéro CAS                           | 25321-22-6 (mélange d'isomères)              |                                                             |                                                  |
| PubChem                              | 7239                                         | 10943                                                       | 4685                                             |
| Formule brute                        | C6H4Cl2                                      | C6H4Cl2                                                     | C6H4Cl2                                          |
| Masse molaire                        | 147,00 g·mol−1                               | 147,00 g·mol−1                                              | 147,00 g·mol−1                                   |
| État                                 | liquide                                      | liquide                                                     | solide                                           |
| Apparence                            | liquide incolore, avec une odeur aromatique  | liquide incolore, avec une odeur aromatique caractéristique | solide cristallin blanc, avec une odeur camphrée |
| Point de fusion                      | −18 °C                                       | −22 °C                                                      | 53 °C                                            |
| Point d'ébullition                   | 179 °C                                       | 173 °C                                                      | 174 °C                                           |
| Masse volumique                      | 1,32 g·cm-3                                  | 1,29 g·cm-3                                                 | 1,248 g·cm-3                                     |
| Pression de vapeur saturante (20 °C) | 1,33 hPa                                     | 2,4 hPa                                                     |                                                  |
| Solubilité (eau, 20 °C)              | 0,08 g·l-1                                   | 0,11 g·l-1                                                  | 0,049 g·l-1                                      |
| Point d'éclair                       | 70 °C                                        | 63 °C                                                       | 66 °C                                            |
| Limites d'explosibilité              | 1,7 – 12 Vol% (103–735 g·m3)                 |                                                             | 1,7 – 5,9 Vol%                                   |
| Surpression maximale                 | 6,9 bar                                      |                                                             |                                                  |
| Température d'auto-inflammation      | 640 °C                                       | 500 °C                                                      | 640 °C                                           |
| SGH                                  | [ 1 ]                                        | [ 2 ]                                                       | [ 3 ]                                            |
| Phrase H et P                        | H315, H317, H319, H335 et H410               | H302 et H411                                                | H319, H351 et H410                               |
| Phrase H et P                        | P261, P280, P301+P312+P330 et P305+P351+P338 | P273                                                        | P273, P280, P305+P351+P338 et P308+P313          |